# Aisha Waleed al-Khuder
Aisha Waleed al-Khuder (* 2. November 1996) ist eine kuwaitische Leichtathletin, die im Weitsprung sowie im Diskuswurf an den Start geht und in beiden Disziplinen Inhaberin des Landesrekordes ist.

## Sportliche Laufbahn
Erste Erfahrungen bei internationalen Meisterschaften sammelte Aisha Waleed al-Khuder im Jahr 2021, als sie bei den Arabischen Meisterschaften in Radès mit einer Weite von 34,23 m den siebten Platz im Diskuswurf belegte. 2023 gewann sie bei den Westasienmeisterschaften in Doha mit 39,32 m die Silbermedaille hinter der Irakerin Adhraa Nabil und gelangte im Weitsprung mit 5,35 m auf den vierten Platz. Anschließend klassierte sie sich bei den Arabischen Meisterschaften in Marrakesch mit neuem Landesrekord von 5,45 m auf dem fünften Platz im Weitsprung. Im Jahr darauf gewann sie bei den Westasienmeisterschaften in Basra mit 5,66 m die Bronzemedaille im Weitsprung hinter den Iranerinnen Reyhaneh Mobini Arani und Elaheh Rahimifar und belegte im Diskuswurf mit 39,52 m den fünften Platz. 2025 verpasste sie bei den Asienmeisterschaften in Gumi mit 5,40 m den Finaleinzug im Weitsprung.

## Persönliche Bestleistungen
- Weitsprung: 5,74 m, 10. April 2025 in Doha (kuwaitischer Rekord)
- Diskuswurf: 40,83 m, 9. April 2025 in Doha (kuwaitischer Rekord)